# Platyrhina
Platyrhina – rodzaj ryb chrzęstnoszkieletowych z rodziny Platyrhinidae.

## Rozmieszczenie geograficzne
Do rodzaju należą gatunki występujące w wodach zachodniego i północno-zachodniego Oceanu Spokojnego i północno-wschodniego Oceanu Indyjskiego.

## Morfologia
Długość ciała do 86,3 cm.

## Systematyka
Rodzaj zdefiniowała w 1838 roku para niemieckich ichtiologów Johannes Peter Müller i Jakob Henle w artykule poświęconym opisowi cech rodzajowych ryb chrzęstnoszkieletowych, wraz z opisami nowych rodzajów opublikowanym w czasopiśmie The Magazine of natural history. Gatunkiem typowym jest (oryginalne oznaczenie) P. sinensis.

### Etymologia
- Platyrhina: gr. πλατυς platus ‘szeroki’; rodzaj Rhina Bloch & Schneider, 1801[6].
- Analithis: etymologia niejasna, autor nie wyjaśnił znaczenia nazwy rodzajowej[2].
- Discobatus: gr. δισκος diskos ‘płyta, talerz, dysk’[7]; βατης batēs ‘piechur’, od βατεω bateō ‘stąpać’, od βαινω bainō ‘chodzić’[8].

### Podział systematyczny
Do rodzaju należą następujące gatunki:
- Platyrhina hyugaensis Iwatsuki, Miyamoto & Nakaya, 2011
- Platyrhina psomadakisi White & Last, 2016
- Platyrhina sinensis (Bloch & Schneider, 1801)
- Platyrhina tangi Iwatsuki, Zhang & Nakaya, 2011